# Libinia emarginata
Libinia emarginata, hay Cua nhện béo, là một loài cua nhện trong họ Epialtidae. Loài này thường sống ở vùng cửa sông ở duyên hải phía Đông của Bắc Mỹ.

## Hình ảnh

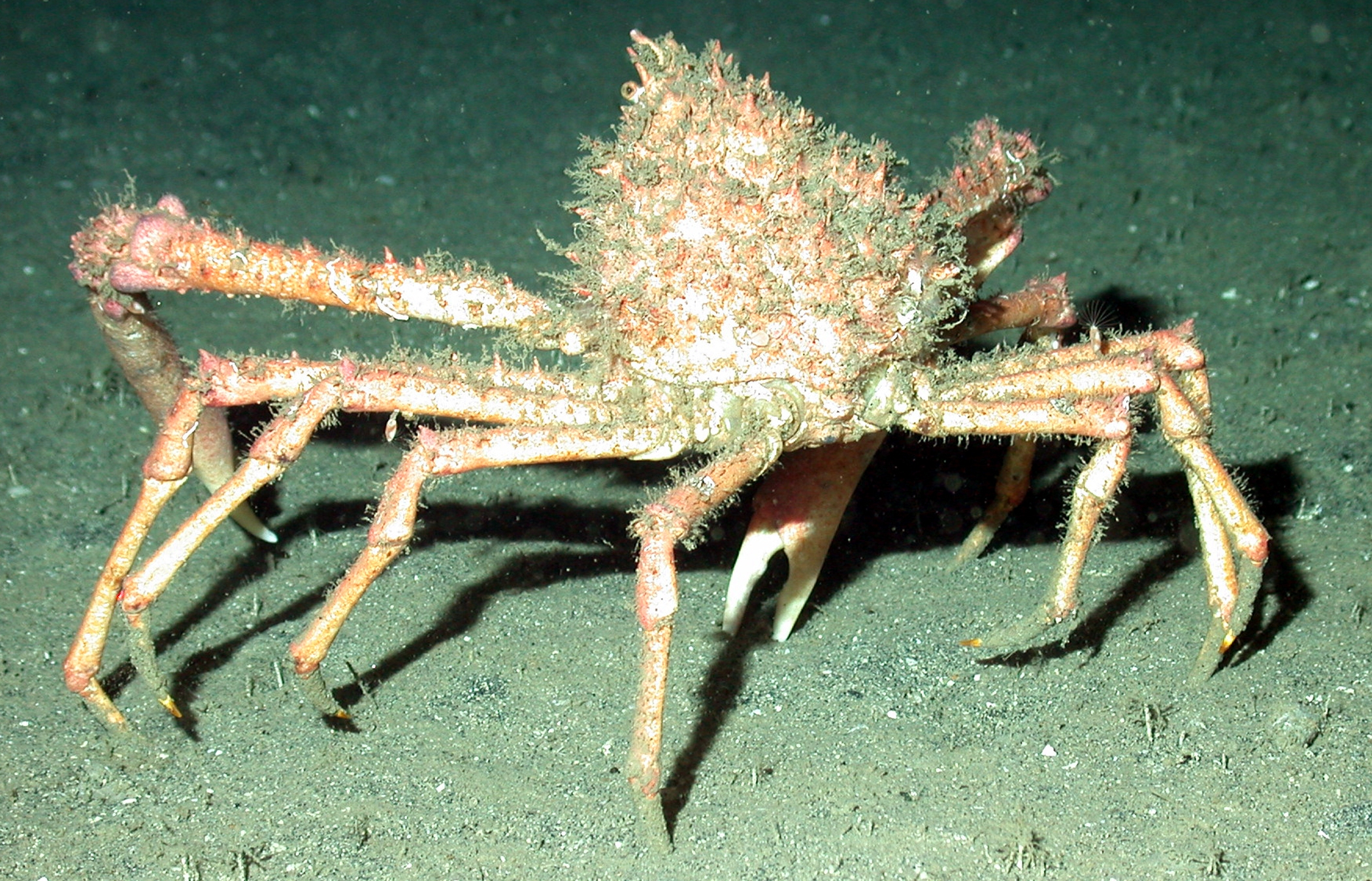

## Phân bố
L. emarginata phân bố từ Nova Scotia đến Florida Keys và thông qua vịnh Mexico. Nó sống ở độ sâu lên đến 160 ft (49 m), đặc biệt với các hồ sơ ghi nhận độ sâu đến 400 ft (120 m).

## Mô tả
L. emarginata có hình tam giác, mai dài khoảng 4 in (100 mm) và sải chân 12 inch (300 mm). cua toàn bộ khaki, mai được bao phủ trong gai và nốt.